# Santiago Vernazza
Pour les articles homonymes, voir Vernazza (homonymie).
Júlio Carlos Santiago Vernazza, dit Ghito (né le 29 décembre 1928 à Buenos Aires et mort le 12 novembre 2017), est un joueur argentin de football.

## Carrière
Santiago Vernazza est attaquant durant sa carrière au CA Platense et à River Plate dans le championnat de son Argentine natale jusqu'en 1956, avant de partir évoluer en Italie, son pays d'origine. 
En Europe, il joue tout d'abord dans l'équipe récemment arrivée en Serie A de l'US Palerme. Il passe quatre saisons en Sicile dont deux en Serie A et deux en Serie B, inscrivant près de 50 buts et devenant l'un des plus grands joueurs de l'histoire du club. Il devient même entraîneur intérimaire l'espace d'un match en 1960-1961 après le départ de Čestmír Vycpálek.
En 1960/1961, Vernazza signe à l'AC Milan, qui finit la saison à la deuxième place. En 1961-1962, Il part pour le Lanerossi Vicence, avec qui il évolue deux saisons avant de prendre sa retraite en 1963 à l'âge de 35 ans.
En avril 2009, la municipalité de Palerme nomme officiellement Vernazza citoyen d'honneur de la ville. Il reçoit le titre devant le public du club au Stade Renzo Barbera juste avant le match de Serie A contre le Torino FC.

## Palmarès

### River Plate
- Championnat d'Argentine : 1952, 1953, 1955, 1956
- Copa Dr Carlos Ibarguren : 1952